# 로타리우스 1세
로타리우스 1세(독일어: Lothar, 프랑스어: Lothaire, 이탈리아어: Lotario, 795년 ~ 855년 9월 22일/9월 29일)는 중프랑크 왕 (재위: 818년~855년)이자 신성 로마 제국 황제 (재위: 840년~855년), 프랑크 왕국의 국왕(재위: 840년~843년)였다. 로테르 1세, 로타리오 1세 혹은 흘로타르(Hlothar) 등으로도 부른다. 아버지인 황제 경건왕 루트비히의 상속령, 제국 칙령에 반발하여 830년부터 아버지 경건왕 루트비히에 대한 반란을 일으켰다. 840년 프랑크 왕국의 단독 통치자가 되려고 했으나 형제들의 저지를 받았다.
그는 황제 경건왕 루트비히와 에르망가르트의 맏아들로 814년부터 817년에는 바이에른의 왕에 봉해졌고, 817년 8월에는 아버지 경건왕 루트비히의 제국 칙령에 의해 공동 황제로 임명되었다. 818년 이탈리아 총독, 822년 이탈리아의 왕에 봉해졌다. 818년 경건왕 루트비히에 의해 공동 국왕에 임명되고, 공동 황제로 선포되었다. 그러나 823년 대머리 카를의 출생 이후 상속령 개정에 반발하여 여러 차례에 걸쳐 동생 아키텐의 아키텐인 피핀 1세와 독일인 루트비히와 함께 여러번 반란을 일으켰다.
840년 황제 경건왕 루트비히가 사망하자 전체 카롤링거 왕국의 상속자였으나 프랑크족의 전통에 따라 영토를 다른 형제들과 나누어야만 했고, 로타르는 단독으로 왕권을 행사하려 했다. 즉위 직후 그는 영토 분할안을 무효로 선언하고 단독통치를 선언했다. 이로 인해 대머리 카를이 반발하면서, 그와 형제들 사이에 전쟁이 일어났다. 이 분쟁은 로타르가 패하면서 843년 8월 베르됭 조약에 의해 끝이 났고 영토는 세부분으로 분할 되었다. 베르됭 조약에 의해 제국이 삼분되자 로타르는 이탈리아의 왕과 황제의 직위는 계속 가졌고 조약에 따라 이탈리아와 로트링겐, 부르군트, 프로방스, 라인 마스 등을 제국의 중부인 중 프랑크 왕국을 차지했다. 855년 아들들에게 자신의 지위를 넘기고 프륌 수도원으로 은퇴했다. 일설에는 그가 885년 무렵까지도 살아있었다는 설도 있다. 그는 한때 천주교회의 가경자에 추대되었으나 시복되지 못했다.

## 생애

### 젊은 시절

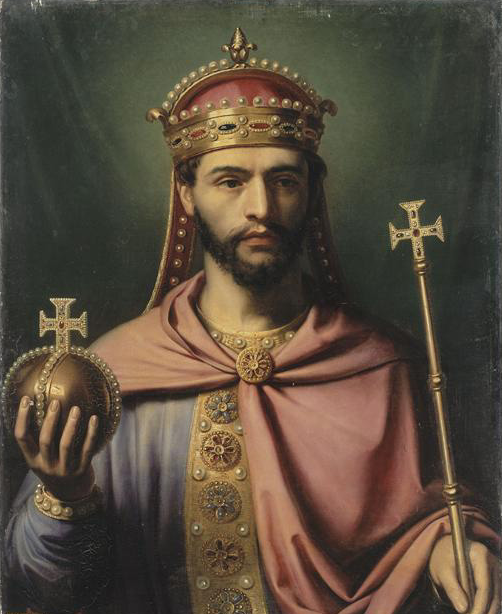
아버지 경건왕 루트비히

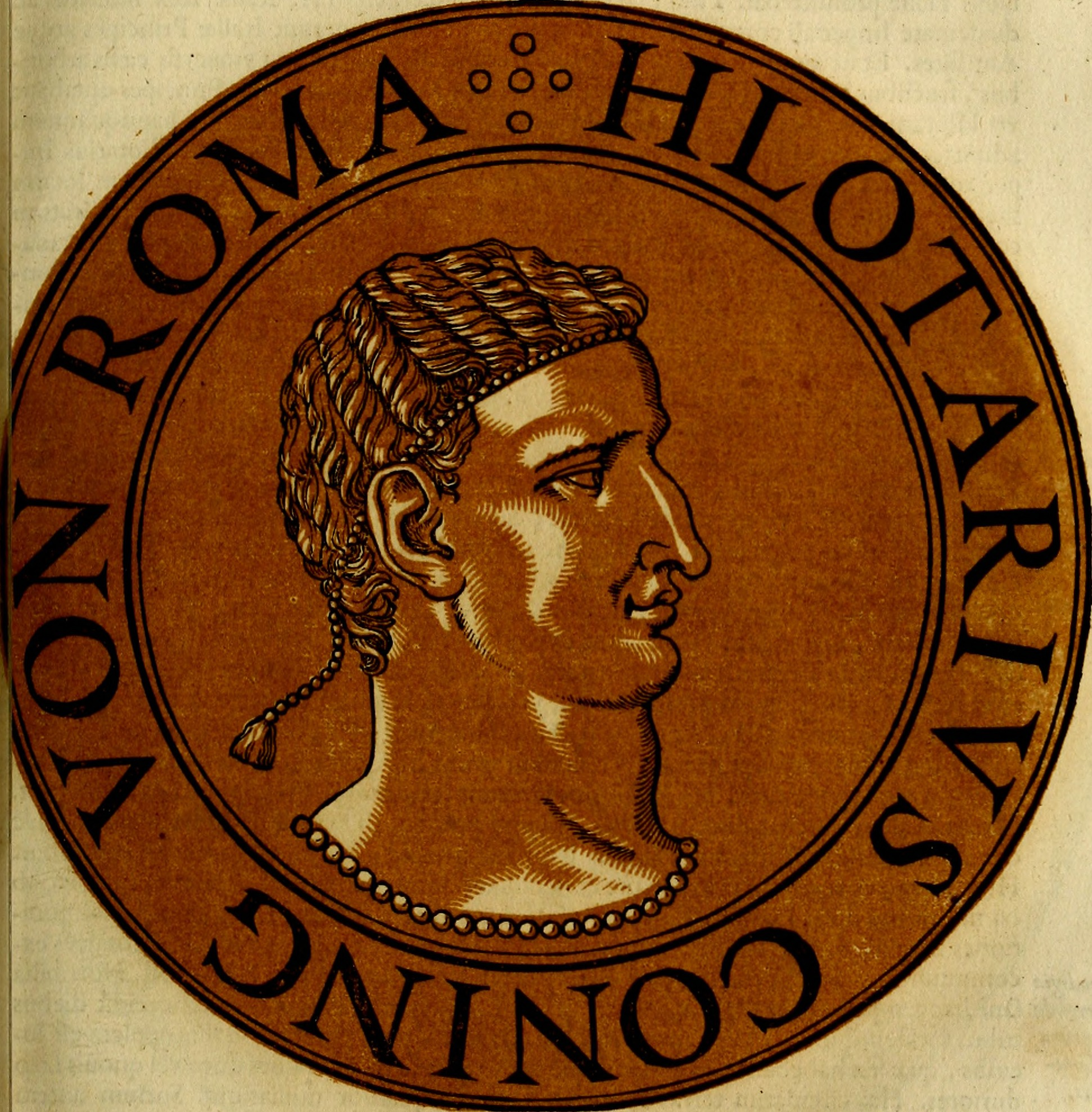
로타르 1세

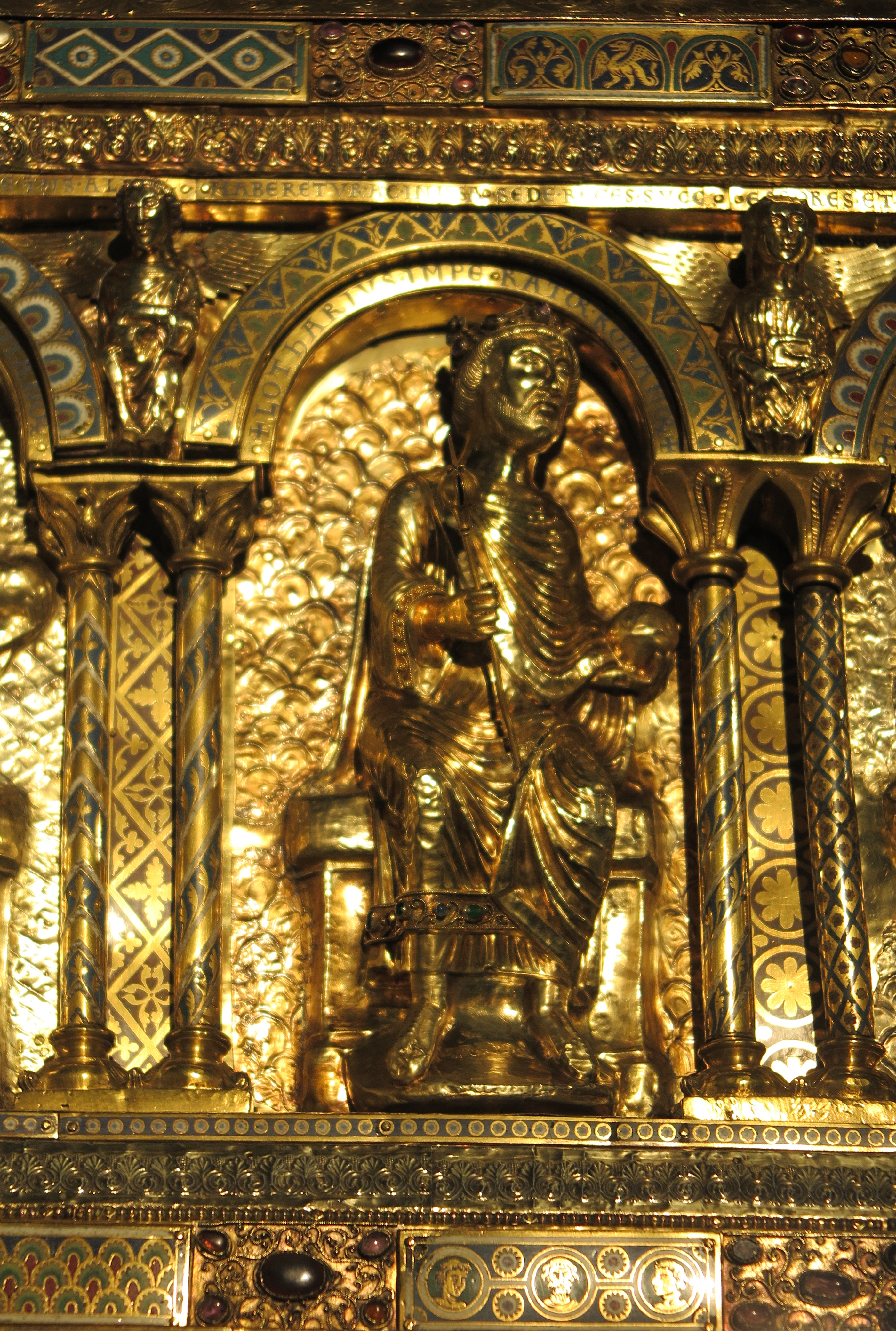
아헨 대성당의 카롤루스 영묘(Karlsschrein)에 조각된 로타르 1세의 조각상

로타르 1세는 795년 혹은 794년에 당시 아키텐의 왕이었던 경건왕 루트비히와 그의 첫 번째 왕비로 히스베니아의 공작 잉게르만(Ingerman)과 바이에른의 헤드비가의 딸인 히스파니아의 이르멘가르트의 장자로 바이에른의 아르토르프에서 태어났다. 그가 생존할 당시의 이름은 흘로타리우스, 흘로타르였는데, 프랑크족의 이름인 클로타리우스, 클로타르의 변형된 형태였다. 후일 발음이 변형되면서 로타르, 로타리우스로 변형되었다.
외할아버지 잉게르만은 카를 마르텔의 부인 로트루드(Rotrude)의 조카였다. 배다른 형 상스 백작 아르눌프와 배다른 누나 알파이스가 있었지만, 그들을 낳은 상스의 테오델린트는 794년, 루트비히가 황제위에 오르기 전에 사망하여 적자로 인정받지도 못했다. 친동생으로 피핀 1세 아키텐인과 독일인 루트비히가 태어났고, 그 뒤로 이복 형제인 대머리 카를가 태어났다.
로타르의 젊은 시절의 행적에 대한 것은 알려진 것이 거의 없다. 어린 시절 그는 할아버지 샤를마뉴 대제의 아헨 궁정에서 성장하였다. 경건왕 루트비히 1세의 아들이자 샤를마뉴의 손자였던 그는 805년 투르의 백작에 임명되었다. 814년 루트비히 1세가 샤를마뉴의 뒤를 이어 프랑크 왕국의 국왕이자 신성 로마 제국 황제가 되자 814년 8월 바이에른 왕에 임명되었다. 일설에는 당시 바이에른의 왕이 아닌 바이에른 총독으로 파견되었다는 설도 있다. 815년 바이에른으로 파견되었다. 817년 메인의 백작에 임명되었다.
817년 7월 경건왕 루트비히는 아헨에서, 자신이 죽은 뒤 제국의 통일을 유지하기 위해 '제국 칙령'(Ordinatio imperii)을 발표했다. 이것은 아키텐과 바이에른이 로타르의 동생인 페팽과 독일인 루트비히에게 각각 돌아가도록 했으며, 동시에 로타르의 종주권(宗主權)은 유지되도록 명시했다. 루트비히는 아헨의 제국 의회에서 그는 피핀을 아키텐 왕으로 봉하고, 바이에른을 독일인 루트비히에게 주도록 정하고 로타르 1세를 후계자로 발표했다. 동시에 피핀, 독일인 루트비히 및 이탈리아의 베른하르트를 봉신으로 지정했으며, 피핀, 독일인 루트비히, 이탈리아의 베른하르트가 자녀 없이 사망하면 그들의 영토 역시 로타르가 물려받도록 지정하였다. 817년 로타르는 동생인 독일인 루트비히로부터 케노마니니쿠스 공작(메인의 공작)직을 양도받았다. 그 해 로타르 1세는 아헨으로 소환되어, 817년 7월 아버지 루트비히 1세에 의해 공동황제 겸 후계자로 선포되었다. 이때 제국 칙령에서 그는 경건왕 루트비히의 유일한 후계자로 공포되었다.

### 이탈리아의 통치자

#### 이탈리아의 통치자
818년 베른하르트가 반란을 일으켰다가 장님이 된 뒤 로타르는 이탈리아의 총독으로 파견되었다. 그리고 곧 롬바르드의 왕(regnum Longobardorum)으로 내정되었다. 820년 롬바르디아 공작에 임명되어 820년 또는 822년 파비아로 파견되었다. 822년 4월의 부활절에는 이탈리아 분국왕이 되어 이탈리아의 통치자가 되었으며 823년 4월 5일에는 유월절 기간 중 교황 파스칼리스로부터 로마 황제의 제관을 받았다.
821년 봄 또는 821년 10월 로타르는 디트호펜 또는 티옹빌에서 투르(Tours)의 백작 위그(Hugh)의 딸인 투르의 이르멘가르트(Ermengarde of Tours, 851년 사망)와 결혼하였다. 장인인 위그는 리우트프리드 2세(Luitfrid II)와 힐데트루드(Hiltrude)의 아들이었다. 힐데트루드는 로타르의 재종대고모로, 고조부 카를 마르텔의 아들인 카를로만 1세의 딸이었다.
이때 아버지인 루트비히는 아이를 더 낳으리라는 생각을 않고 있다가 이르멘가르트 황후가 818년에 죽자 4개월 후 재혼하였다. 818년 아버지 루트비히는 구엘프 백작의 딸인 바이에른의 유디트와 결혼하였다. 823년 또는 822년 6월 아버지 경건왕 루트비히는 그녀에게서 아들 대머리왕 카를을 얻자 829년 그에게 알레만니아와 게르만인 루트비히의 영지, 로타르의 영지를 일부 떼어 주었다. 아키텐의 피핀 1세는 반발했고 그에게도 함께 거병할 것을 주장, 로타르는 이에 동조하게 된다.

#### 공동 황제 시절

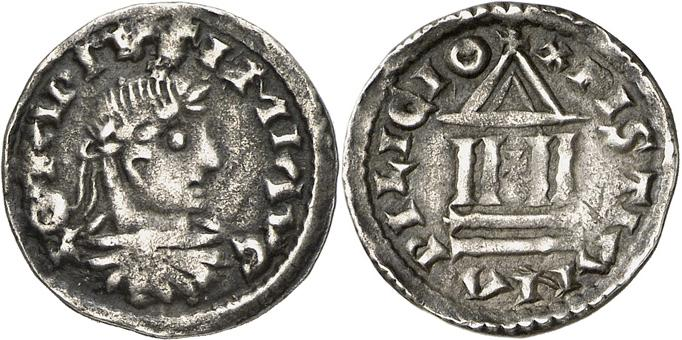
833년에 발행된 로타르 1세의 데나리온 동전

822년부터 로타르는 이탈리아를 통치하기 시작하였다. 그의 자문관으로는 트루페의 수도원장 아달하르트, 친척이자 카를 마르텔의 아들 베른하르트의 아들인 왈라, 군인 게룬고(Gerungo) 등이 그의 정부의 자문관이었다. 822년 또는 823년 4월 5일 부활절에 로타르 1세는 교황 파스칼 1세로부터 축성, 황제관을 수여받았다.
824년 공동황제가 된 로타르는 법을 만들어 교황의 관할권과 이탈리아 정계에 대한 영향력 행사와 정치 개입권한을 제한하였다. 824년 11월 로타르는 교황과 황제의 관계에 관한 법령이자 이탈리아의 법인 '로마 헌법'(Constitutio Romana)을 발표해 황제가 로마에 대한 통치권이 있음을 확인하고, 교황에게 충성서약을 요구했다. 그러나 이 일로 가톨릭 주교들과 사제들의 지지를 잃게 된다. 이어 이탈리아 랑고바르드 분국의 법령을 재개정하여 다양한 조례를 발표했다.
818년 어머니 히스파니아의 에르망가르트가 사망하고, 아버지 경건왕 루트비히는 바이에른의 유디트와 재혼하였다. 바로 이복여동생 기셀라와 남동생 카를이 태어났다.
829년 루트비히 경건왕은 상속령을 개정, 카를에게 알레만을 주고, 알레만니아 공작, 슈바벤 공작, 알사스 공작, 리티아(Raetia, 이탈리아 북부), 부르고뉴의 공작에 임명했다. 그리고 경건왕 루트비히 1세는 829년 그의 둘째 부인 유디트의 영향을 받아, 전에 로타르에게 허용한 제국 영토 일부와 다른 형제들에게 분배된 영토의 일부를 분할, 자신과 유디트 사이에서 난 아들 대머리왕 카를에게 차지하도록 제국 칙령의 내용을 고쳤다. 829년 8월 아버지 경건왕 루트비히 1세는 보름스에서 의회를 소집, 이를 발표하였다. 화가 난 로타르 1세는 제국 정부와 관계를 끊고, 아버지 루트비히에게 저항하였다. 그런데 궁정에서 일어난 군사 혁명 덕분에 그는 830년 다시 공동 황제로 재임명되었으나 그후 얼마 되지 않아 로타르 1세는 다시 폐위당했다. 이후 10년간 아버지 경건왕 루트비히 1세를 상대로 지속적인 투쟁을 벌였다.
829년 8월에는 셉티마니아의 베른하르트가 카를의 권리를 지지하고 나섰다. 한편 로타르의 측근들은 그에게 바이에른의 유디트가 베른하르트와 연인 관계였다는 설을 알려 주었다. 아키텐의 피핀 1세는 베른하르트가 자신의 영토도 넘볼 것이라 보고 로타르에게 거병을 제의한다.
830년 여름 그는 쿠데타를 일으켜 경건왕 루트비히 1세의 폐위를 기도했으나 실패하고 이탈리아로 쫓겨갔다. 로타르는 동생 아키텐의 피핀, 독일인 루트비히와 함께 정변을 기도했으나 실패했고, 831년 아버지 경건왕 루트비히는 복직했다. 경건왕 루트비히는 그의 공동 황제직을 박탈하고, 이탈리아는 대머리 카를에게 부여했으나 이탈리아인들의 반발로 취소했다. 831년 로타르는 밀라노의 대주교 안길베르트 2세(Angilbert II) 등과 함께 다시 반란을 일으켰으나 곧 진압되었다. 아버지 경건왕 루트비히는 마이네의 영지를 빼앗아 그의 동생 아키텐의 피핀에게 주었다.

#### 반란과 실패
831년, 833년 로타르, 피핀, 루트비히 등은 반란을 일으켜 한때 그는 양위했고 유디트는 수도원에 감금되었다. 그러나 아버지 경건왕 루트비히 1세는 교황의 지지로 834년 기적적으로 복위했다. 이 일은 종내 부자 형제간의 분쟁을 야기하고 프랑크의 국력을 쇠하게 했다. 당초 로타르는 두 동생의 지원을 업고 반란을 일으켜 아버지를 폐위했다. 그러나 830년 10월에 열린 네이메헨 의회는 루트비히 1세를 복위시켰으며, 경건왕 루트비히 1세는 이탈리아를 넷째 아들 대머리왕 카를 2세에게 준다고 선언했다. 로타르는 반발했다. 831년 2월 아헨의 제국 의회가 개입해서 상속령을 정해 제2차 분배에서 로타르는 이탈리아를 배당받았다. 그러나 아버지 경건왕 루트비히는 속으로 아들들에게 분노했고, 833년 무렵 로타르는 그것을 확인하게 되었다.
833년 로타르는 밀라노 대주교 안길베르트 2세(Angilbert II)의 도움을 받아 다시 군사를 일으켰다. 동생 피핀과 루트비히도 가담하였다. 제국 상속령의 개정으로 아버지 루트비히 1세에게 불만을 품은 본처 에르망가르트 소생의 세 아들은 로타르의 지도와 밀라노 대주교 안길베르트 2세의 후원 아래 반란을 일으켜 아버지 루트비히를 폐위시켰으며 로타르 1세가 제위에 올랐다. 그의 반란에는 그의 장인이기도 한 투르의 백작 위그와 그의 인맥이 뒷받침해 주었다. 이어 계모 바이에른의 유디트를 수녀원에 감금하고 그의 측근이었던 셉티마니아의 베른하르트를 죽였다.
바로 로타르와 형제들은 대머리 카를의 몫으로 지정된 알레만을 침공했다. 아버지 경건왕 루트비히는 이들을 비난했으나 그해 6월 로타르와 형제들은 콜마르에서 경건왕 루트비히 1세의 장군 뤼겐펠트를 격파하고, 아버지 경건왕 루트비히를 사로잡는데 성공, 롤페르트로 끌고갔다가 말렘으로, 말렘에서 메츠로, 메츠에서 다시 수아송까지 끌고 갔다가 수아송의 생메다드 수도원에 감금하였다. 동시에 이복동생 대머리 카를은 부모에게서 떼어내 아르덴 근처 프륌 수도원에 보냈다.
833년 6월 30일 로타르는 왕국은 단독으로 3개로 분할하였다. 834년 초 경건왕 루트비히의 면직이 선언되었다. 그러나 형 로타르 1세의 분할에 반발한 독일인 루트비히와 아키텐인 피핀은 자신들의 몫이 적다고 보고 반발했다. 그러나 834년 3월 1일 아버지 루트비히는 로마 교황의 지지로 생 드니에서 복직, 기적적으로 권력을 회복하였고 로타르 1세의 영은 모두 취소되었다. 생드니 대성당에서 아버지가 복위하자 곧 로타르의 공동 국왕 권리는 박탈당하고, 그의 영역은 이탈리아로 제한되었다. 로타르는 부르고뉴로 도주하였다. 834년 6월 로타르 1세는 블루아에서 아버지에 대한 복종을 맹세했다. 반 자치화되던 이탈리아는 프랑크 왕국의 하위 왕국으로 유지되었고, 로타르는 아버지 경건왕 루트비히의 동의 없이는 여행이 제한되었다. 834년 말 로타르 1세는 혼자서 다시 반란을 일으켰으나 이번에는 아무도 도와주지 않았으므로 롬바르드로 패주했다. 그 뒤 로타르 1세와 아버지 루트비히 경건왕은 화해하고 로타르 1세의 롬바르드에서의 모든 권리를 복권시키고, 로타르 1세는 아버지에 대한 충성을 다시 확인했다.
838년 루트비히 2세와 로타르 1세는 각자 자신의 이익을 지키기 위해 트렌트 근처에서 다시 만났다.

### 제국 황제와 중프랑크의 왕

#### 상속 분쟁

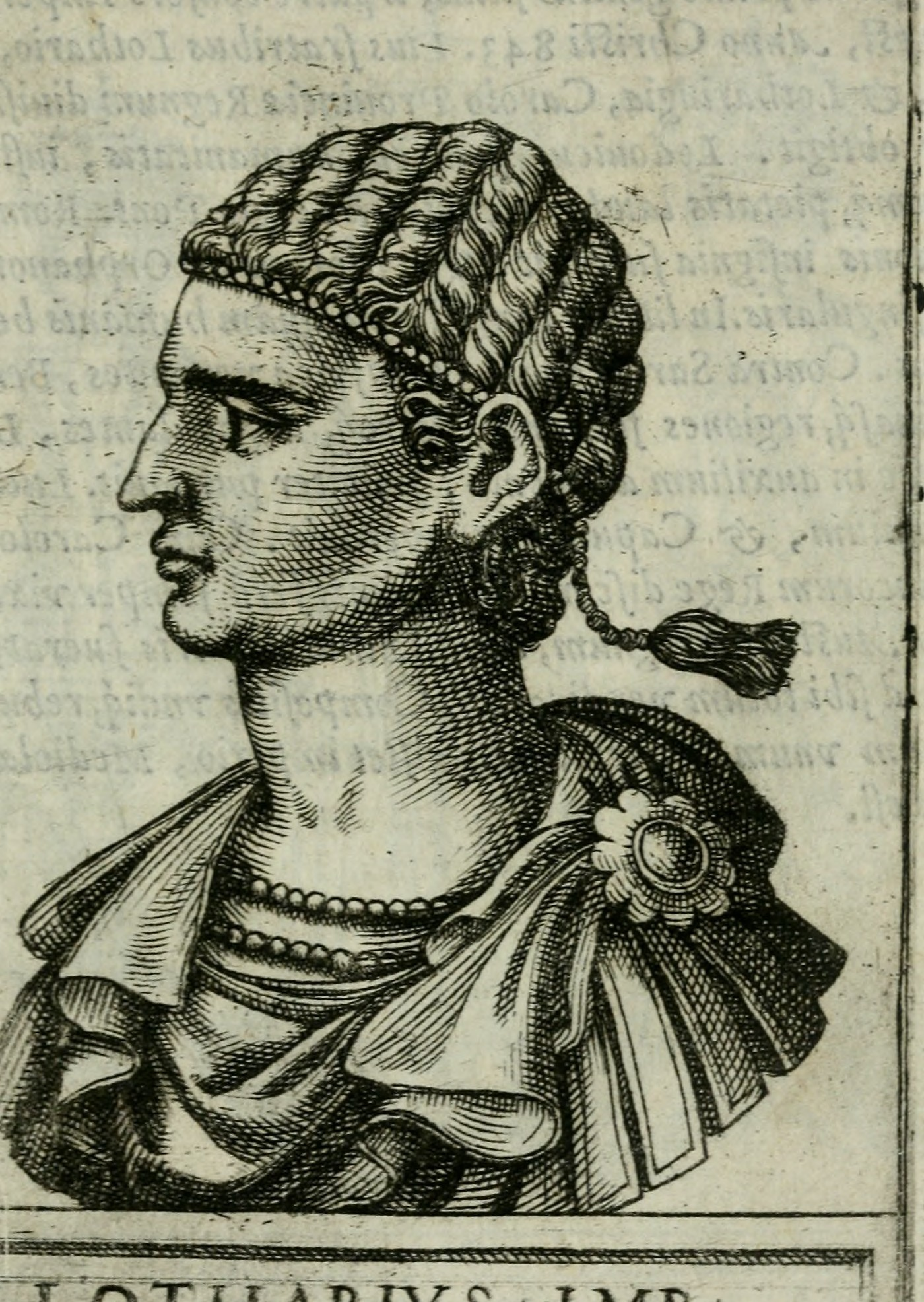
로타르 1세

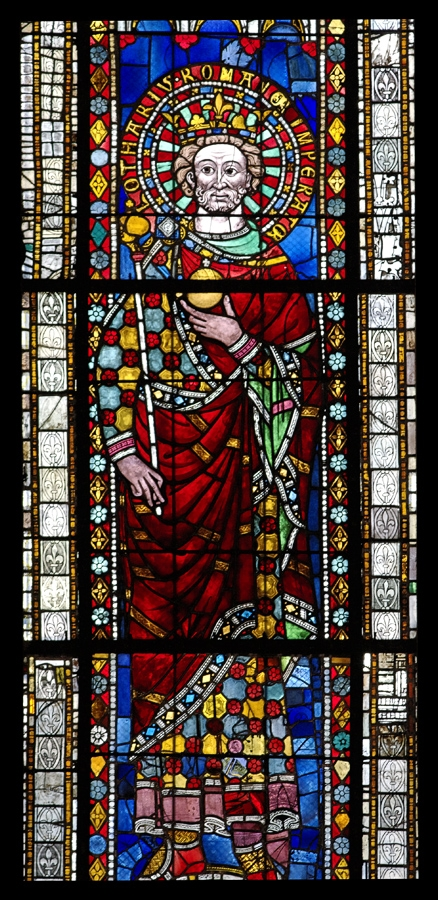
노트르담 성당의 로타르 1세 프레스코화

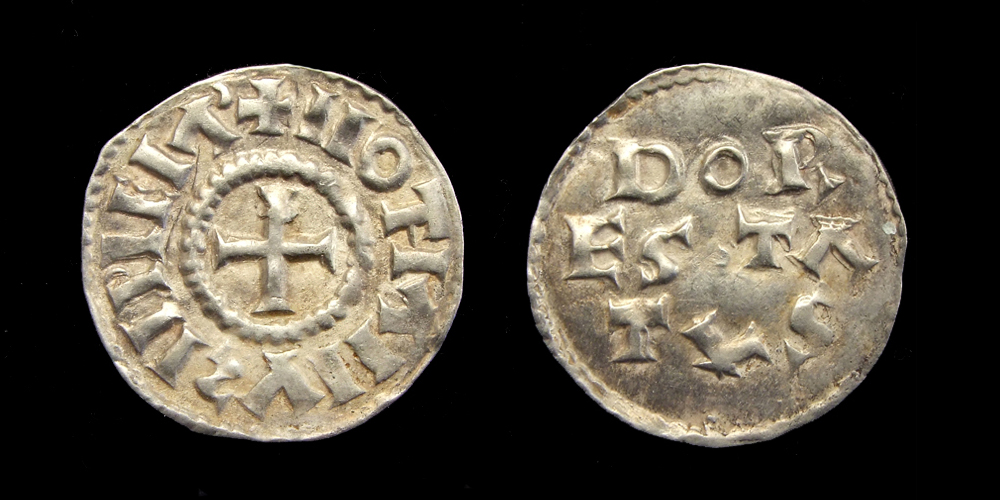
로타르 1세 시대의 데나리온 동전 (850년경 이후)

838년 12월 아키텐의 피핀이 정신질환 등의 질병으로 갑자기 죽자, 아버지 루트비히 1세는 새로운 분할계획을 세웠다. 그는 바이에른과 그 부근 지역을 독일인 루트비히에게 주고 그 나머지 부분을 둘로 나눠 동쪽은 로타르에게, 서쪽은 대머리왕 카를에게 각각 돌아가도록 했다. 아키텐의 피핀의 죽음 이후 838년 로타르는 아버지 경건왕 루트비히와 화해하였다. 839년 5월 3일 로타르는 이탈리아 지역, 프랑크 제국의 동부 지역을 제외한 나머지 지역의 차기 통치자로 내정되었다. 839년 5월 30일 보름스 의회에서 제4차 배분이 이루어져 제국은 로타르와 카를 사이에 양분되었고 독일인 루트비히는 바이에른만을 차지했다. 로타르는 이때 롬바르드, 로트링겐, 프로방스, 부르군트와 아우스트라시아(바이에른을 제외한)를 차지했다. 수개월 후 베네치아의 피에트로 트라도니코( Pietro Tradonico)와 협정을 체결하고 로타르의 협약(Pactum Lotharii)이라 이름하였다.
로타르는 황제 칭호를 가질 수 있었으나 817년 7월의 제국 칙령(Ordinatio imperii)에 의해 허락된 프랑크 왕국내 다른 왕들과 공작, 제후들에 대한 종주권은 없어졌다. 839년 로타르는 베네치아 주지사로 현지 출신인 피에르토 트라도니코(Pietro Tradonico)와 로타르의 계약(Pactum Lotharii)이라는 이름의 계약을 체결하였다. 840년 8월 하순 메츠에서 병으로 죽어가던 루트비히 1세는 사자를 보내, 그에게 제국 전체의 상징과 휘장을 넘겨주었다. 그러나 대머리왕 카를과 독일인 루트비히는 로타르 1세를 군주로 인정하지도 않았고, 그에게 종주권을 인정하기를 거부한다.
로타르는 부왕이 준 제국의 상징을 근거로 단독 통치자가 될 계획을 세운다. 840년 8월 27일 루트비히 1세가 잉겔하임(잉겔하임암라인)에서 죽은 뒤 로타르는 아헨에서 단독으로 황제가 되고, 프랑크 왕이 되었다. 이에 이복동생 대머리왕 카를과 셋째 동생 독일인 루트비히는 반발하여 스트라스부르크에서 스트라스부르크의 서약을 체결한 뒤, 로타르에 대항해 반란을 일으켰다. 이를 시민 전쟁이라 부른다.
이때 아키텐의 분국왕이자 조카인 아키텐의 피핀 2세의 지원군이 합류, 로타르를 도와주었다. 로타르는 817년의 제국 칙령에서 부여된 자신의 권리를 다시 주장, 협상을 시도했으나 실패했고, 841년 6월 25일부터 발생한 퐁트누아 전투에서 출정했다. 조카인 아키텐의 피핀 2세의 아키텐 군대가 로타르 1세에게 적극 협력하였다. 그러나 로타르 1세와 아키텐인 피핀 2세는 아헨에서 대머리왕 카를과 독일인 루트비히에게 격파당하고 도주했다. 7월 25일 동생인 독일인 루트비히와 대머리왕 카를에게 최종적으로 패했다. 로타르는 곧 아헨(Aachen)으로 피신했으나 결국 협상을 하게 된다.
842년 2월 14일 두 동생인 대머리왕 카를과 독일인 루트비히는 스트라스부르크(Strasbourg)에서 동맹을 결의한다. 이때 독일인 루트비히는 게르만어로, 대머리 카를은 갈로-로망어로 조약문을 읽었다 한다. 대머리왕 카를과 독일인 루트비히의 힘이 너무 강하여 로타르 1세는 가져갈 수 있는 보물을 모두 챙긴 뒤, 자신의 수도 아헨도 버리고 달아났다. 로타르 1세가 자리를 비운 사이 사라센 군대가 이탈리아를 침공해왔고, 한때 로마 시내를 포위하기도 했다. 결국 교황청의 주도하에 사라센 군대를 겨우 몰아냈다.

#### 베르됭 조약 이후

843년 8월 10일 베르됭 조약 체결 이후 분할된 영토
(로타르는 연두색 영토, 중앙의 로마 교황령을 제외한 이탈리아, 프로방스, 부르고뉴, 로렌, 스위스 일대의 영토를 차지했다.)

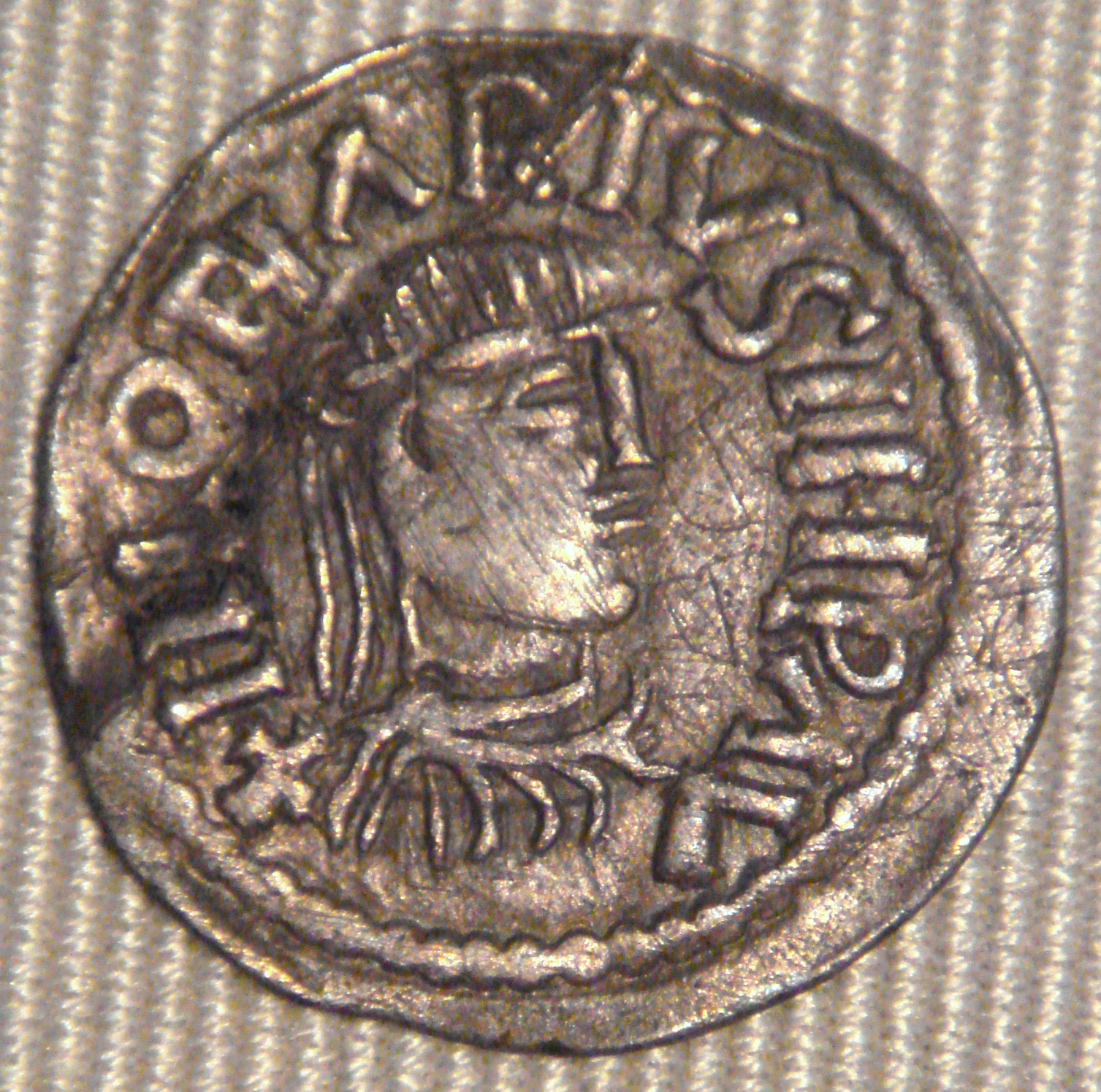
로타르 1세 시대의 데나리온 화폐

이후 평화 협상을 시도한다. 842년 6월 로타르는 두 동생인 대머리왕 카를과 독일인 루트비히를 작센 또는 손강(Saône)의 한 섬에서 만나 협상을 시도하였으나 결렬되었다. 이때 각자의 입장을 대표할 성직자 40명씩을 동원해 배석시키기로 정하게 되었다. 842년 11월에 로타르는 코블렌츠에서 독일인 루트비히, 대머리 카를과 재협상하였으나 실패했다. 협상은 여러 번 결렬되었으나 로타르가 패하면서 결국 843년 8월 제국을 3분하기로 하고 종결된다.
843년 8월 10일에 로타르, 루트비히, 카를 간에 체결한 베르됭 조약에 따라 로타르는 제국이 3분되자 이탈리아의 왕과 황제의 직위는 계속 가졌고, 조약에 따라 이탈리아와 로트링겐(로렌), 부르군트, 프로방스, 라인 마스 등, 북해에서 네덜란드, 제네바, 이탈리아에 이르는 프랑크의 중부 왕국을 차지했으며 동부 영토는 루트비히에게, 서부 영토는 카를에게 돌아갔다. 그러나 이탈리아의 실권은 곧 장남 루트비히 2세에게 넘겼다.
로타르는 844년 아들 루트비히 2세를 공동 국왕으로 임명하였고, 850년에는 루트비히 2세를 공동 황제로 선포하였다. 한편 로타르 2세가 지체가 낮은 귀족의 딸 발트라다와 결혼하려 하자, 아버지 로타르 1세는 아들 로타르 2세의 결혼을 반대하였다. 아들 루트비히 2세를 독일인 루트비히의 딸 이르멘가르트와 결혼시키는 한편, 자신의 딸 이르멘가르트는 카를만과 결혼시켜 이중으로 결혼 동맹을 체결하였다.
844년 1월 교황 세르기오 2세가 즉위하였다. 그러자 로타르 1세는 교황 세르기오 2세가 교황에 대한 황제의 주권을 확정한 무시했다, 로타르는 824년의 로마 규약을 파기했다며 이를 응징하겠다며 아들 이탈리아인 루트비히 2세를 군대와 함께 파견했다. 그러나 주교들은 로타르를 상대로 시위를 했고, 주교들과 교황은 교황이 황제를 임명하는 신의 대리이지 황제의 신하는 아니라고 응수했다. 그해에 교황 세르기오 2세는 아들 이탈리아인 루트비히 2세를 이탈리아의 왕으로 축성해주었다. 845년 프로방스 지방의 귀족인 아를백작 풀크하르트(Fulchard)가 반란을 일으켰다. 로타르 1세는 반란을 진압하였고, 풀크하르트는 846년 이탈리아에 사라센 침략군에 합류하였다.

#### 혼란 수습
845년 아를 백작 풀카르트(Fulcrad)가 프로방스에서 반란을 일으켰고, 로타르는 이를 진압했다. 846년 서프랑크 대머리 카를의 측근인 마스가우의 기셀베르트는 로타르 1세의 딸 이르멘가르트를 납치하고, 로타르에게 새로운 평화조약을 체결하라고 요구했다. 그러나 딸이 납치되자 분개한 로타르는 협정 요구를 거부했다.
846년 사라센 제국 이슬람 군대가 롬바르디아로 쳐들어왔다. 그해 여름 사라센 군은 로마를 위협했고, 8월에는 성 피에트로 성당을 약탈해갔으며, 첫 번째 사도의 무덤을 약탈, 파괴했지만 로타르는 손을 쓰지 못했다. 로타르는 즉시 아들인 루트비히 2세를 시켜서 로마를 방어하게 했다. 847년 로타르의 군대는 남부 이탈리아까지 사라센 군을 몰아내고 베네벤토를 차지하고 로마로 되돌아왔으나 사라센에게 다시 점령당했다. 그러나 이듬해 루트비히를 보내 베네벤토를 다시 회복시킨다. 848년에 아들 이탈리아인 루트비히는 사라센인들을 베네벤토에서 최종 격파하였다.
848년 아랍계 유목민들이 그의 영토를 침략하였으나 속수무책으로 당했다. 아랍 군대는 아헨까지 쳐들어와서 약탈을 감행했다. 북부에는 스칸디나비아 반도의 바이킹이 쳐들어와서 그의 영토를 침입, 방화와 노략질을 하고 되돌아갔다. 한편 가톨릭 성직자들에게도 세속의 법을 적용하려는 로타르의 시도에 성직자들은 집단으로 반발하였다. 850년 아들 루트비히 2세를 롬바르드와 살레르노, 베네벤토의 공작에 임명했다가, 그해 로마에서 교황 레오 4세에게 기름부음 의식을 받게한 뒤 공동황제로 임명했다. 851년 5월 20일 왕비 투르의 이르멘가르트가 에르스틴에서 사망하였다. 왕비 이르멘가르트는 849년 엘사스에 에르스틴 수도원(abbey Erstein)을 설립하였고, 그 곳에 매장되었다. 이후 로타르 1세는 재혼하지 않고 홀로 살았다고 한다.
855년 무렵 로타르 1세는 심한 통증을 겪었고, 병세가 위중해지자 회복이 힘들다고 본 그는 절망하여 왕좌를 포기하게 되었다.

### 은퇴와 최후

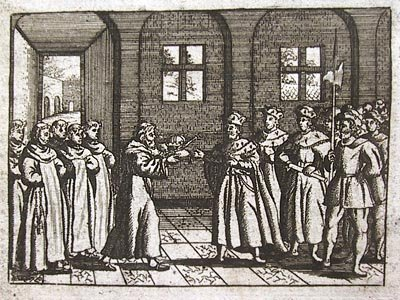
프륌에서 세 아들에게 영토를 분할해주는 로타르 1세
(구리 판화, 1698년작)

855년 9월 19일 중부 제국의 나머지 영토를 둘로 분할, 다른 두 아들인 로타르 2세와 프로방스의 샤를에게 각각 통치권을 넘겼다. 로타르 2세에게는 프리슬란트와 로트링겐을, 프로방스의 샤를에게는 프로방스와 부르고뉴와 리옹을 넘겼다. 그런 다음 9월 23일 왕위를 버리고 아이펠의 프륌 대수도원에 들어가 수도사가 되었다. 855년 9월 28일 로타링기아 왕국(훗날의 독일령) 아이펠의 프륌 대수도원에서 사망하였다. 일설에는 그가 890년경까지도 생존했다는 설도 있다.
"Continet hic tumulus memorandi Caesaris ossa, Hlotharii, magni principis atque pii. Qui Francis, Italis, Romanis praefuit ipsis, Omnia sed sprevit, pauper et hinc abiit. Nam bis tricenos monachus sic attigit annos, Et se mutavit, ac bene post obiit. III. Cal. Octob."

"이 곳은 잊을 수 없는 황제 로타르, 위대하고 경건한 통치자, 프랑크와 이탈리아의 왕의 유골이 들어 있다. 그 자신은 로마를 통치했다. 모든 것을 버린 다음 가난한 사람으로 떠났다. 수도사로서 그는 방금 60세에 도달하였다. 그런 다음 그는 떠났고 이후 9월 29일에 사망하였다."— 로타르 1세의 석관에 새겨진 비문 내용

사후 프륌 대수도원의 석관묘에 안치되었다. 그가 안치된 프륌 대수도원은 1860년에 라인란트팔츠주에서 발견되었다.

### 사후
그는 한때 천주교회의 시복자 후보로 추대되어 가경자가 되었지만, 끝내 시복되지 못했다.
840년부터 843년 베르됭 조약 전까지의 그를 프랑스의 왕으로도 간주한다. 그러나 그를 프랑스의 군주로 간주하지 않는 경우도 있다. 그를 프랑스의 군주로 인정할 경우, 서프랑크의 국왕 로테르를 로테르 2세나 로테르 3세로 부르기도 한다. 일반적으로 그의 재위기간 840년~843년에 대해 프랑크 왕국의 총괄 군주로 인정하는 견해와, 그렇지 않은 견해가 나뉜다.
그의 가계는 895년 로타르 2세의 아들 위그가 사망함으로써 단절되었다. 로타르 1세는 또한 모계를 통해 서프랑크의 국왕 루이 5세 무위왕의 6대 외조부가 된다. 루이 5세 무위왕은 그의 배다른 동생 대머리 카를 2세의 5대손이 된다. 그의 차남 로타르 2세의 외손자 위그의 아들 이탈리아의 로타르 3세의 딸 엠므가 서프랑크의 로테르와 결혼했기 때문이다.
그가 만년을 보낸 프륌 수도원은 훗날 895년 그의 손자 위그가 로타링기아 영지를 회복하려고 비만왕 카를 3세에게 반기를 들었다가 감금당한 뒤 사망한 곳이기도 하다. 프륌 수도원 내 그의 묘소는 1721년 수도원을 재정비하면서 그의 무덤이라는 견해가 제기됐고, 1860년에 제단을 해체하는 과정에서 로타르 1세의 유골이 발견되어, 로타르의 묘소로 확인되었다. 그의 묘소는 1871년부터 1874년 1월 4일까지 독일 제국 황제 빌헬름 1세의 재정 지원으로 재정비되었다. 로타르의 유골은 프륌 수도원의 높은 제단에 재안치되었다.

## 가계

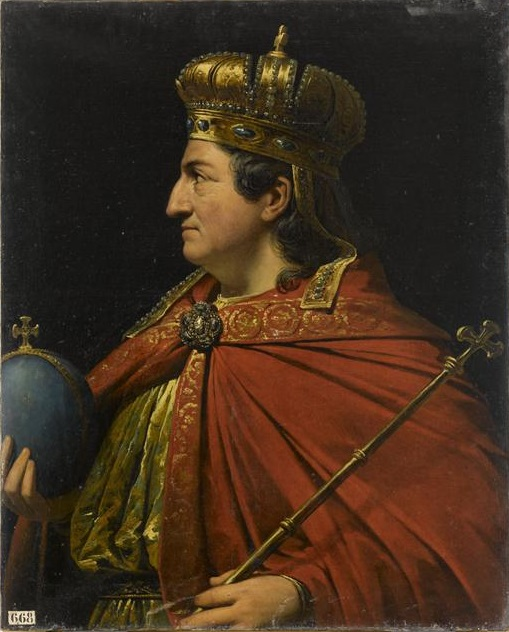
로타르 1세
(19세기 작, 레이몽 오규스트 몬보이신, 루이 필리프가 의뢰하여 그린 작품)

- 할아버지 카롤루스 대제(Karollus Magnus, 샤를마뉴, 740~814)
- 부왕 : 경건왕 루트비히(Louis I, 774 - 840)
- 어머니 : 히스베니아의 에멩가르데(이르멘가르트, ? - 818년 10월 3일), 히스베니아의 공작 잉게르만(Ingerman)의 딸
  - 남동생 : 페펭(797년~838년) : 아키텐의 왕 “피핀”이라고도 부른다.
  - 여동생 : 아델라이드 (799년 출생), 느스트리 백작 로베르 르 포르에게 시집감, 로베르 1세와 외드 형제의 생모
  - 여동생 : 로트루드 (800년 출생)
  - 여동생 : 힐데가르트 (802년 출생)
  - 남동생 : 루트비히 2세(805?–875?, 876?) : 바이에른의 왕(817~875),동 프랑크 왕(843~875), 루트비히 독일왕이라도 부름
- 서모 : 바이에른의 유디트
  - 이복여동생 : 기젤라 : 프리울리의 에베르하르트 1세와 결혼, 이탈리아 왕 베렝가리오 1세, 이탈리아의 기젤라(하인리히 1세의 조모, 작센 공작 리우돌프의 아내)의 생모
  - 이복남동생 : 대머리 카를, 카롤루스 2세(823~877) : 서프랑크 왕(840~877), 신성로마황제(875~877)
- 왕후 : 투르의 이르멘가르트, 투르의 백작 위그의 딸, 카를로만 1세의 진외증손
  - 딸 : 이르멘가르트(Irmangard)
  - 사위 : 바이에른의 카를만
  - 장남 : 이탈리아의 루트비히 2세(Ludwig II, 825~875), 이탈리아의 왕(844~875), 신성로마황제(855~875)
  - 며느리 : 동프랑크의 이르멘가르트, 독일인 루트비히의 딸
    - 손녀 : 이탈리아의 이르멘가르트(Irmengard)
    - 손녀사위 : 비엔나의 보소

  - 딸 : 힐데트루드(Hiltrude, 826 - 866년)
  - 사위 : 스폴레토의 베렝가르(Berengar of Spoleto, ? - 866년/867년)
  - 딸 : 이르멘가르트(Ermangard), 마사가우(Maasgau)의 백작 기셀베르트와 결혼
  - 사위 : 마사가우의 기셀베르트(Gilbert)
  - 딸 : 베르타(Berta, 830년 - 877년 5월 7일), 남편 미상, 수녀가 됨, 아베나이 수녀원과 페레몽트 수녀원의 원장
  - 딸 : 기셀라(Gisela, 830년 - 856년 5월 19일), 브레시아 산 살베토르 바실리카 수녀원의 원장
  - 차남 : 로타르 2세(Lothar II, 835(?)~869), 로타링기아의 왕
  - 며느리 : 토이데베르가(Teutberga), 알사스의 백작 노인 보소(Boso the Elder)의 딸
  - 첩며느리 : 발트라다(Waldrada)
    - 손자 : 위그(Hugh 855 ~ 895)
    - 손녀 : 베르타(Bertha)
    - 손녀사위 : 아를의 테오발트
      - 외증손 : 위그

  - 삼남 : 프로방스의 샤를(Charles ?~863), 부르고뉴와 프로방스의 왕(856 ~ 863)
  - 딸 : 로트루데(Rotrude, 835년경 ~ ?)
  - 사위 : 람베르트 2세 드 낭트(Lambert II de Nantes, ? - 852년, 낭트백작이자 브르타뉴변경백, 스폴레토의 귀도 3세의 숙부)
- 첩 : 도다(Doda)
  - 서자 : 카를로만(Carloman, ? - 853)
- 첩 : 이름 미상
  - 서자 : 베른하르트(Bernhard)
- 외할아버지 : 잉게르만(Ingerman), 히스파니아 백작
- 장인 : 위그(Hugh, 780년 - 837년 8월 20일)
- 장모 : 모라비아의 아바(Ava of Moravia)
  - 처조부이자 재종대고모부 : 리우트프리드 2세(Luitfrid II, 알사스 백작)
  - 처조모이자 재종대고모 : 힐데트루드(Hiltrude, 고조부 카를 마르텔의 손녀, 궁재 카를로만 1세의 딸)

## 기타
로렌의 원 지명인 로트링겐 또는 로타링기아는 그의 이름에서 따서 붙인 것이다.
보통의 작품에서 로타르 1세는 야심이 없는 인물, 부정적인 인물로 묘사된다. 이런 평판은 로타르의 형제들인 루트비히 독일인 측이나 대머리 카를 2세 측에서 나왔다는 견해가 있다.
1817년 7월 프랑스의 극작가이자 오페라 작사가 히풀리테 비스(Hippolyte Bis), 프랑수아 헤이 등이 공동으로 작성한 한 작품의 3막의 및 구절에 비극적인 일이며, 색마인 로타르가 자신의 그의 아버지 경건왕 루트비히의 돈으로 권력을 잡은 것처럼 묘사되었다.

## 같이 보기
- 카롤링거 왕조
- 베르됭 조약
- 메르센 조약
- 독일인 루트비히
- 대머리왕 카를
- 프륌 조약
- 프륌 수도원